# Patrik Schumacher

Patrik Schumacher, 2017

Patrik Schumacher (* 30. August 1961 in Bonn) ist ein deutscher Architekt und Hochschullehrer, er gilt als theoretischer Vordenker in Architektur und Stadtplanung (Parametrismus). Schumacher arbeitete ab 1988 mit der 2016 verstorbenen Architektin Zaha Hadid zusammen, seit 2002 ist er Partner (Teilhaber) des Büros Zaha Hadid Architects, seit 2016 Vorsitzender ("Prinzipal"). 2006 war er Gründungsdirektor des AA Design Research Lab (AADRL).

## Leben

Hochhaus-Entwurf für die Biennale di Venezia, 2010

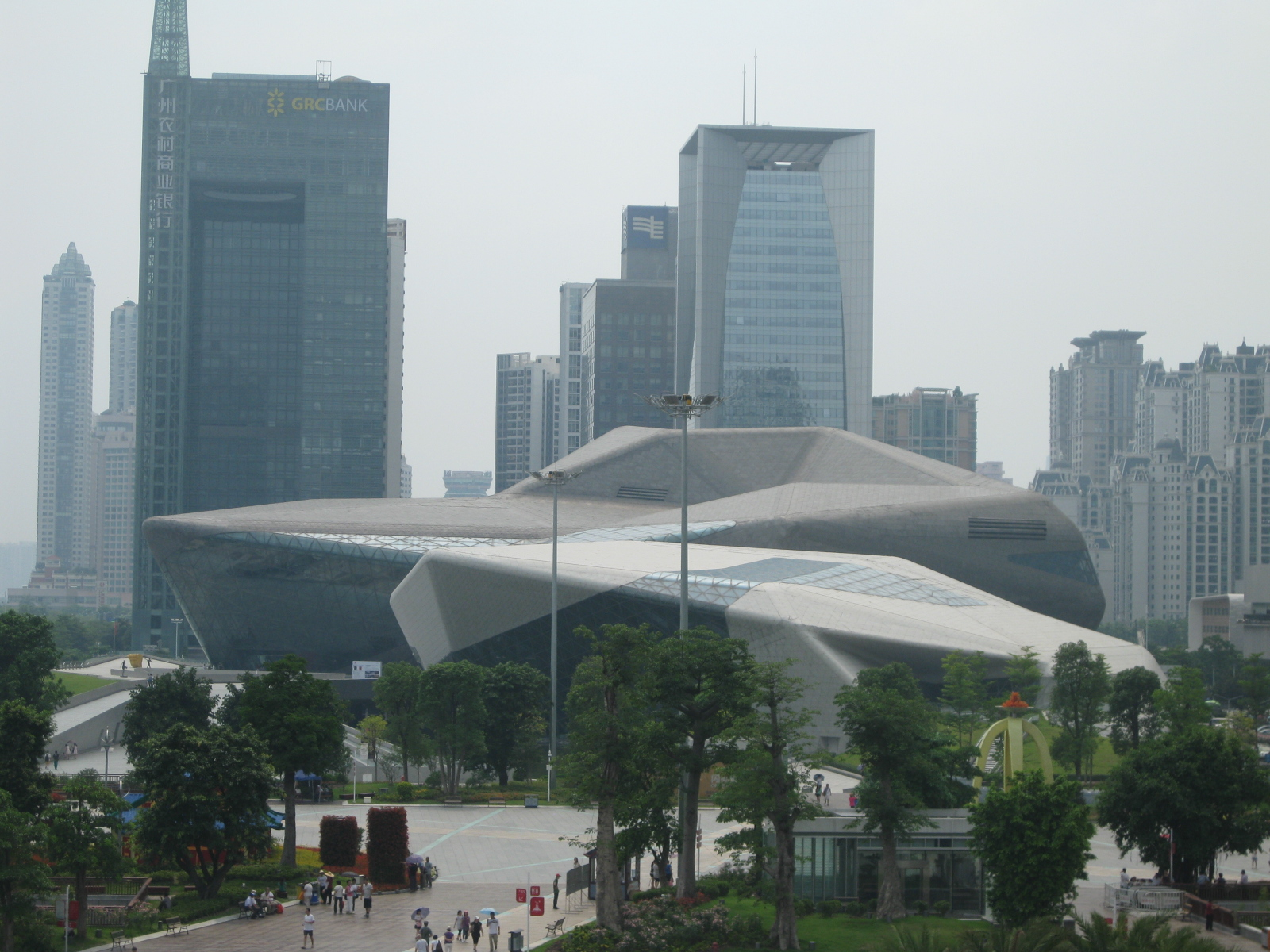
Opernhaus Guangzhou, 2011

Patrik Schumacher studierte ab 1980 Philosophie und Mathematik an der Universität Bonn und an der London South Bank University, später Architektur an der Technischen Universität Stuttgart, wo er 1990 mit dem akademischen Grad Diplom-Ingenieur abschloss. 1999 wurde er am Institut für Kulturwissenschaften an der Universität Klagenfurt in Philosophie promoviert.
Während seines Studiums in London machte er 1983 ein Praktikum bei Zaha Hadid, nachdem er von ihrem spektakulären Entwurf eines Freizeit- und Erholungsparks The Peak Leisure Club an einem Berghang in Hongkong erfahren hatte. Von 1988 an arbeitete er dann regulär in ihrem Architekturbüro und wurde zu ihrem wichtigsten Mitarbeiter. In einem Hadid-Porträt der BBC meinte sie zu Schumacher, dass er für sie eine „enorme Unterstützung“ und eine „unglaubliche Bereicherung“ sei.
Schumacher hatte ab 1992 mehrere Lehraufträge und Gastprofessuren an Architekturfakultäten in Großbritannien, Kontinentaleuropa und den USA. Gemeinsam mit Brett Steele gründete er 1996 das Design Research Laboratory an der Architectural Association School of Architecture in London und ist bis heute einer ihrer Ko-Direktoren. Seit 2004 ist er Professor auf dem Lehrstuhl für Experimentelle Architektur am Institut für experimentelle architektur.hochbau an der Universität Innsbruck.
Er war an der Planung von vielen Gebäuden bei Zaha Hadid Architects beteiligt, genannt werden unter anderem MAXXI – Museum für Gegenwartskunst in Rom, das Zentralgebäude des BMW-Werks in Leipzig, das Opernhaus Guangzhou  und das südkoreanische Designmuseum Dongdaemun Design Plaza (DDP). Neben seinen architektonischen Tätigkeiten leitet er gegenwärtig die Planung zweier Stadtteile in Istanbul (Kartal Pendik) und Singapur (Singapore One North).
Schumacher wurde 1996 Mitglied im Royal Institute of British Architects (RIBA) und 2011 Mitglied der Akademie der Künste Berlin, Sektion Baukunst.
Patrik Schumacher ist seit 2016 mit der koreanischen Architektin Eunsil Yang verheiratet.

## Parametrismus
Schumacher schreibt zahlreiche Veröffentlichungen und hält weltweit öffentliche Vorträge zum Thema Parametrismus. Dieses Konzept stellte er erstmals 2009 der Öffentlichkeit in einem Aufsatz vor. Der Begriff Parametrismus wurde von ihm geprägt und meint die Anwendung von natürlichen Konstruktionsprinzipien in Architektur und Stadtplanung. Wie bei der Organischen Architektur sind natürliche Formen der Anfang oder das Ziel der Gestaltung – allerdings mit dem Unterschied, dass Computer heute eine viel komplexere und feiner aufeinander abgestimmte Formenschöpfung ermöglichen. Zwischen 2010 und 2012 veröffentlichte er sein zweibändiges Opus magnum über The Autopoiesis of Architecture. In seiner zentralen These führt er aus, dass Architektur ein autonomes Netzwerk von Kommunikationen ist und damit ein autopoietisches System. In einem Vortrag über Parametrismus unterschied er zur besseren Orientierung sechs Prinzipien der Gestaltung.
Parametrische Prinzipien:
- Negative Prinzipien (Tabus):
  - Keine strengen Formen (keine platonischen Körper, Zylinder)
  - Keine bloße Wiederholung
  - Keine Collage von isolierten, unverbundenen Elementen (Kakophonie)
- Positive Prinzipien (Dogmen):
  - Alle Formen sind weich (formbar)
  - Alle Systeme sind differenziert
  - Alle Systeme korrelieren miteinander

Das maßgebliche Vorbild ist für ihn die Formgestaltung in der Natur. Aber erst mit Hilfe von Grafikprogrammen („tools“) könne man heute die Herausforderung dieser Komplexität bewältigen. Alles Gestaltbare, von den Gebrauchs- und Einrichtungsgegenständen über die Hausgestaltung bis zur Stadtplanung, könne nun differenziert und integral zugleich aufeinander bezogen werden. Daher habe der Parametrismus auch das Potential zu einer Universaltheorie der Architektur.

## Radikaler Neoliberalismus und Anarchokapitalismus
Auf einem Podium mit den widersprechenden Julian Nida-Rümelin und Jörn Walter forderte Schumacher 2017 „mehr Markt und weniger Demokratie, Abstimmung mit Ressourcen und durch Investitionen“. Ein Interview mit der Zeit, in dem Schumacher marktwirtschaftlich-libertäre Positionen wiederholte ("Der Neoliberalismus muss jetzt radikalisiert werden"), stieß auf erhebliche Kritik. Schumacher forderte die Abschaffung von Arbeitsrechten, sozialem Wohnungsbau und Mietbeihilfe. Stattdessen sollten Straßen und Plätze privatisiert werden. In der Branchenzeitschrift Arch+ erschien daraufhin eine Entgegnung zur "Verteidigung der Demokratie".

## Schriften (Auswahl)
- Patrik Schumacher (Hrsg.): Parametricism 2.0: Rethinking Architecture’s Agenda for the 21st Century. John Wiley & Sons, Architectural Design (AD), Sonderausgabe, Volume 86, Issue 2, London 2016, ISBN 978-1-118-73616-6, Leseprobe.
- Fluid Totality – The dream of inhabiting a nature-like built environment. In: Zaha Hadid und Patrik Schumacher (Hrsg.): Fluid Totality – Studio Zaha Hadid 2000–2015. Institute of Architecture, University of Applied Arts Vienna, Birkhäuser Verlag, Basel 2015, ISBN 978-3-0356-0625-6, online-Text.
- Ökologischer Parametrismus. In: Out of AZ4 reloaded, Springer Verlag, Wien, New York 2012, online-Text.
- Parametric Semiology – The Design of Information Rich Environments. In: Pablo Lorenzo-Eiroa and Aaron Sprecher (Hrsg.): Architecture In Formation – On the Nature of Information in Digital Architecture, Routledge, Taylor and Francis, New York, 2013, ISBN 978-0-415-53490-1, online-Text mit Illustrationen.
- The Autopoiesis of Architecture. A New Agenda for Architecture. Volume 2. John Wiley & Sons, New York 2012, 784 S., ISBN 978-0-470-66615-9.
- The Autopoiesis of Architecture. A New Framework for Architecture. Volume 1. John Wiley & Sons, New York 2010, 478 S., ISBN 978-0-470-77299-7.
- Architecture Schools as Design Research Laboratories. In: Zaha Hadid & Patrik Schumacher (editors), Total Fluidity, Studio Zaha Hadid 2000–2010, University of Applied Arts, Vienna, Springer Wien, New York 2011, ISBN 978-3-7091-0486-6, online-Text.

## Filme
- Imagine ... Zaha Hadid: Who Dares Wins. Dokumentarfilm, Großbritannien, 2013, 71 Min., Regie: Roger Parsons, Lindsey Hanlon, Moderation: Alan Yentob, Produktion: BBC One, Reihe: Imagine, Erstsendung: 30. Juli 2013 bei BBC, Inhaltsangabe mit Video von BBC.
 Schumacher macht eine Führung durch das Architekturbüro von Zaha Hadid Architects und erläutert dessen architektonische Leitlinien (ab 5:26 Min.).

- Zaha Hadid Architects. Imagevideo, Großbritannien, 2014, 10:16 Min., Produktion: Zaha Hadid Architects, Internetpublikation: 15. September 2014.

Vorlesungen mit Bildbeispielen
- Patrik Schumacher Lecture - Staedelschule Architecture Class (SAC) Lecture Series. Deutschland, 118 Min., Produktion: Städelschule am Städelschen Kunstinstitut, Internetpublikation: 12. Juli 2013 (englisch).
- Parametricism by Patrik Schumacher. Thailand, 81:04 Min., Internetpublikation: 3. August 2013, Imax Theatre, Siam Paragon, Bangkok, Produktion: Design on Television, zweiter Teil mit Fragen und Antworten.
- Patrik Schumacher: How to create quality space using new architectural technologies? Russland, 149 Min., 5. Juli 2012, Produktion: Strelka Institut, Moskau, Internetpublikation: 15. Januar 2015.